# Žumberačka gora
Žumberak ili Žumberačka gora (slov. Gorjanci) je gorje na sjeverozapadu Hrvatske, južno od Zagorja i zapadno od Zagreba te dijelom u Sloveniji. Žumberak je i naziv za hrvatsku mikroregiju koja obuhvaća hrvatski dio gore, ali bez Samoborskoga gorja. Najviši je vrh Sveta Gera (slov. Trdinov vrh) na 1178 metara nadmorske visine, koji je ujedno i najviši vrh kontinentalne Hrvatske. Žumberak još nazivaju i Alpska Hrvatska. Žumberačko gorje tvori nekoliko gorskih lanaca: Žumberačka gora, Samoborsko gorje i Plešivica (poznata i kao Jaskanska Plješivica).
Bogatstvo biljnim i životinjskim svijetom te vodom zanimljive su značajke te planine. Nekada su se koristila i rudna bogatstva po kojima je Žumberak poznat; osobito su se vadili bakar i, u manjim količinama uz bakar, zlato te željezo. Žumberak je nastanjen autohtonim hrvatskim stanovništvom kao i potomcima uskoka, doseljenika s juga koji u Žumberku žive još od poziva cara Ferdinanda 1530. da štite Austriju, Kranjsku i Hrvatsku od Turaka.
Danas je Žumberak prvenstveno turistički kraj koji privlači mnogobrojne planinare i izletnike. Veći dio gore zaštićen je kao Park prirode Žumberak – Samoborsko gorje.

## Zemljopis
Žumberačka gora smještena je između rijeke Krke, Save i Kupe, te gradova i naselja Samobora, Jastrebarskog, Brežica, Kostanjevice, Novog Mesta, Metlike, Ozlja i Krašića.  Većim dijelom se nalazi u Zagrebačkoj, a manjim u Karlovačkoj županiji. Područje te gore najviša je stalno naseljena zona u Hrvatskoj.
Dio gore, koji teritorijalno pripada Zagrebačkoj županiji, područje je podijeljeno između grada Samobora, grada Jastrebarskog i grada Ozlja te općina Žumberak i Krašić.
Žumberačko gorje sastoji se od 3 gorska lanca: Žumberačke gore, Samoborskog gorja i Plešivice.

### Žumberačka gora
Zauzima najveću površinu. Proteže se od Gabrovice na sjeveroistoku, u blizini Bregane, pa prati državnu granicu Hrvatske i Slovenije do rijeke Kupe. Južna granica ide od Vivodinskoga pobrđa, Pribića, Krašića, Slavetićkoga vinogorja do Rijeke, odatle ide prema sjeveru i prati rijeku Breganu do državne granice. Većina Žumberačke gore je u prošlosti bila dio Vojne krajine. 

### Samoborsko gorje
Proteže se od Plešivice na jugu do rijeke Bregane i državne granice na sjeveru, sve do naselja Bregana. Istočna granica ide od Bregane do Okića. Samoborsko gorje u prošlosti nije bilo dio Vojne krajine, već je spadalo pod Bansku Hrvatsku.

#### Plešivica
Istaknuti masiv na jugu Samoborskog gorja, na istoku seže do Okića, a na jugu se spušta u Plešivičko vinogorje i u nizinu Pokuplja.

### Gorjanci
Slovenski dio gore, od rijeke Save pa prema zapadu gotovo do Kočevskoga Roga. Sjeverna mu je granica rijeka Krka.

### Reljef
Većinom prevladavaju dolomiti iz trijasa te naslage iz krede, zbog čega je ovo kršno područje, tzv. zeleni krš (krš prekriven vegetacijom), dok su najstarije stijene nastale još u paleozoiku, točnije permu prije 250 milijuna godina. Krški reljef pogoduje nastanku brojnih krških oblika (ponikve, špilje, jame...)
U reljefu se posebno ističu duboko usječene doline (drage) rijeka i potoka: Kupčine, Bregane, Gradne i Slapnice. Cijelo je područje premreženo potocima, kojih ima ih više od 300, a izvora još i više.
Najviši vrhovi gore nalaze se na sjeveroistočnom hrptu koji je ujedno i najizoliraniji dio gore. Kao posljedica krškog, dolomitnog reljefa, otkrivene su mnoge jame i špilje, od kojih su najveće:
- Grgosova špilja (u mjestu Otruševcu u Samoborskom gorju), duljine više od 2000 metara.
- špilja Provala, duljine od 1862 metra
- špilja Bedara, duljine od 1593 metra i dubine od 133 metra.[2]

Posebnost ove gore su visoravni, na kojima je koncentrirana naseljenost. Najbolji primjeri su Sošičko polje i žumberačko Mrzlo Polje, koja su pravi primjer polja u kršu.
Najvažniji vodeni tokovi su: rijeka Kupčina, koja izvire u zapadnom dijelu gore i na kojoj se nalazi poznati Sopotski slap visine preko 40 metara, zatim Bregana, Gradna i Slapnica sa svojim Vranjačkim slapom (sa sedrenom barijerom) i slapom Brisalom.

## Flora i fauna

### Flora
Flora je jedno od najvećih bogatstava Žumberačke gore: ona je dom za više od 1000 biljnih vrsta, od kojih je 14 vrsta globalno ugroženo, a još 90 ih se nalazi na listi ugroženih biljaka Hrvatske.
Šume prekrivaju većinu površine Žumberačke gore. Mogu se naći šume brežuljkastog pojasa, šume gorskog pojasa, pa i šume pretplaninskog pojasa na glavnom hrptu u predjelima višim od 950 metara. Na slovenskoj strani, u blizini Svete Gere, nalazi se prašuma. Najviše je bukove šume koja se nalazi u gorskom pojasu. Na većim površinama mogu se naći i hrast kitnjak i obični grab (u brežuljkastom pojasu), te hrast medunac i crni grab (na strmijim južnim padinama). U tim se šumama mogu pronaći ugrožene vrste hrvatska perunika (Iris Croatica) i blagajev likovac (Daphne blagayana).
Travnjaci i močvare su također dom mnogim biljnim vrstama, među kojima treba spomenuti runolist (Leontopodium alpinum), uskolisnu suhoperku (Eriophorum angustifolium) i čaškastu balušku (Tofieldia calyculata), prosasti šaš (Carex panicea) i mirisavi dvolist (Platanthera bifolia) te izduženi šaš (Carex elongata).
Žumberačka gora je također dom mnogim lišajevima i gljivama, od kojih su neke i globalno ugrožene, primjerice sivosmeđa puževica (Hygrophorus camarophyllus), ali i čitav niz drugih gljiva.
Žumberačke su šume poznate po vrganjima i ostalim jestivim, ali i otrovnim gljivama, među kojima je najpoznatija i najotrovnija zelena pupavka.
- runolist
- uskolisna suhoperka
- hrvatska perunika
- blagajev likovac
- mirisavi dvolist
- čaškasta baluška

### Fauna
Životinjske su vrste također brojne. Među grabežljivcima se osobito ističu smeđi medvjed i vuk. Od ptica tu su jastreb kokošar, vodenkos, ali i lastavice, sove, te sve ostale vrste karakteristične za brdska područja Hrvatske. U nižim se dijelovima može sresti siva čaplja, pa čak i rode koje znaju zalutati sve do Mrzlog polja, krškog polja u središnjem žumberku.
 Česti su i gmazovi: od zmija tu obitavaju poskok, ribarica (koja je ugrožena vrsta) i riđovka, a od guštera sljepić, zelena (livadna gušterica), obični zelembać (Lacerta viridis), zidna gušterica (Podarcis muralis) te živorodna gušterica (Lacerta vivipara). Također se mogu sresti i mnoge vrste vodozemaca, osobito žaba, zatim pjegavi daždevnjak (kojega u Žumberku katkada nazivaju i godenjak) te posebna osobitost toga kraja – crni daždevnjak, kojega se može pronaći uz potoke u višim dijelovima gore. U potocima žive pastrve, kojima pogoduju čista voda i brzi tokovi bogati kisikom. Veliki gorski plavac (Phengaris rebeli, nekoć znan kao Maculinea rebeli) je najrjeđi kukac Žumberačke gore. Kritično je ugrožena vrsta, zanimljiva zbog simbioze s mravima roda Myrmica, tj. mirmekofilije.
- smeđi medvjed
- sivi vuk
- crni daždevnjak
- pjegavi daždevnjak
- jastreb
- poskok

## Zaštita prirode
Zbog svoje flore, faune, ali i kulturnih lokaliteta, Žumberačka je gora zaštićeni park prirode.

### Park prirode Žumberak – Samoborsko gorje
Žumberačka gora zajedno sa Samoborskim gorjem od 1999. čine Park prirode Žumberak – Samoborsko gorje, koji obuhvaća oko 350 km2.

### Značajni krajobraz Slapnica
Slapnica izvire 9 km nakon malenog sela Medven drage. Duboka potočna dolina Slapnice. Među mnogim slapovima ističe se Vranjački slap. Dom je mnogim životinjskim i biljnim vrstama, te gotovo netaknutim šumama.

### Spomenik prirode Grgosova Špilja
Nalazi se u Otruševcu, naselju u blizini Bregane. Jedna je od najduljih špilja u kontinentalnoj Hrvatskoj, značajna po bogatstvu kalcitnih ukrasa. Slučajno je otkrivena sedamdesetih godina 20. stoljeća.

### Specijalni šumski rezervat Japetić
Japetić je zaštićen kao specijalni šumski rezervat zbog stoljetnih bukovih šuma i gorskih travnjaka u svom vršnom dijelu.

### Značajni krajobraz Okić
Okić je ruševina staroga srednjovjekovnoga grada. Nalazi se na brdu čiji se vrh nalazi na 495 m nadmorske visine, na krajnjem istoku Plešivice. Padine tog brijega su vrlo strme i obrasle šumom, zbog čega je ovaj krajobraz osobito zanimljiv botaničarima.

### Park-šuma Tepec i Stražnik
Park-šuma iznad Samobora, krajnji zapadni dio Samoborskoga gorja na izlazu rijeke Gradne u savsku nizinu.

### Posebni botanički rezervat kod Smerovišća
Zapadno od Samobora na brežuljku iznad korita Lipovečke Gradne. Dom je mnogim biljkama, od kojih su neke relikti.

## Šport
Od 1996. trči se međunarodna atletska utrka Žumberačka utrka.

## Galerija
- crkva svetog Ilije
- Okić
- crkva svetog Nikole (Miklavža) u Gorjancima
- Plešivica, pogled s Japetića
- Vranjački slap
- Sveta Gera, pogled iz Košenice u Gorjancima
- vidikovac na Japetiću
- Mrzlo polje
- Mrzlo Polje
- Krvavi kamen pod Svetom Gerom
- Pil srama u Podžumberku
- Razlika između Žumberačke gore i Samoborskog gorja

## Poveznice
- Hrvatske planine
- Park prirode
- Hrvatski nacionalni parkovi i parkovi prirode
- Park prirode Žumberak – Samoborsko gorje
- Sveta Gera
- Japetić
- Okić (Plešivica)
- Veliki slapovi Žumberka
- Dolina Slapnice

## Vanjske poveznice
- Službene stranice Parka prirode Žumberak
- Znanstveni članci na Portalu znanstvenih časopisa Republike Hrvatske  Arhivirana inačica izvorne stranice od 13. ožujka 2021. (Wayback Machine)

Napomena: Ovaj tekst (ili jedan njegov dio) preuzet je sa službenih mrežnih stranica Parka prirode Žumberak. Vidi dopusnicu.